# Distrito electoral federal 8 de Guerrero
El VIII Distrito Electoral Federal de Guerrero es uno de los 300 Distritos Electorales en los que se encuentra dividido el territorio de México para la elección de diputados federales y uno de los 9 en los que se divide el estado de Guerrero. Su cabecera es la ciudad de Ayutla de los Libres.
El Distrito VIII de Guerrero ésta formado por la denominada Costa Chica de Guerrero, ubicada en su costa este, lo integran los municipios de Ayutla de los Libres, Azoyú, Copala, Cuajinicuilapa, Cuautepec, Florencio Villarreal, Juan R. Escudero, Ometepec, San Marcos y Tecoanapa.

## Distritaciones anteriores

### Distritación 1996 - 2005
Entre 1996 y 2005 el Distrito VIII de Guerrero se localizaba en la misma Costa Chica, pero los municipios que lo integraban eran en su mayor parte de los mismos, con excepción de que no formaban parte de él los de Juan R. Escudero y Teconapa y en cambio si lo integraban los de Igualapa, San Luis Acatlán, Tlacoachistlahuaca y Xochistlahuaca.

## Diputados por el distrito
| Diputado                                                                           | Grupo parlamentario | Legislatura              | Periodo     |
| ---------------------------------------------------------------------------------- | ------------------- | ------------------------ | ----------- |
| José G. González                                                                   |                     | IV                       | 1867 - 1868 |
| Mariano Ortíz de Montellano                                                        |                     | V                        | 1869 - 1871 |
| Vacante                                                                            | Vacante             | VI                       |             |
| Francisco Otalora Arce                                                             |                     | VII                      |             |
| Rafael Franco                                                                      |                     | VIII                     | 1875 - 1878 |
| Rafael Jiménez                                                                     |                     | IX                       | 1878 - 1880 |
| Muñoz de Cote ...                                                                  |                     | X                        | 1880 - 1882 |
| Juan Gutiérrez                                                                     |                     | XI XII                   | 1882 - 1886 |
| José Epigmenio Pineda                                                              |                     | XIII                     | 1886 - 1888 |
| José T. Gómez                                                                      |                     | XIV XV                   | 1888 - 1892 |
| Pedro Miranda                                                                      |                     | XVI                      | 1892 - 1894 |
| Alejandro Elguezabal                                                               |                     | XVII                     | 1894 - 1896 |
| Francisco Romero                                                                   |                     | XVIII                    | 1896 - 1898 |
| Aurelio Cadena y Marín                                                             |                     | XIX                      | 1898 - 1900 |
| Fidencio Hernández                                                                 |                     | XX                       | 1900 - 1902 |
| Ramón Reynoso                                                                      |                     | XXI XXII                 | 1902 - 1906 |
| Vacante                                                                            | Vacante             | XXIII                    | 1906 - 1908 |
| Ramón Reynoso                                                                      |                     | XXIV                     | 1908 - 1910 |
| Abraham Bandala                                                                    |                     | XXV                      | 1910 - 1912 |
| Vacante                                                                            | Vacante             | XXVI Constituyente XXVII | 1912 - 1918 |
| José Castilleja                                                                    |                     | XXVIII                   | 1918 - 1920 |
| José Inocente Lugo                                                                 |                     | XXIX                     | 1920 - 1922 |
| Ezequiel Padilla Peñaloza                                                          |                     | XXX                      | 1922 - 1924 |
| Daniel L. Barrera                                                                  |                     | XXXI                     | 1924 - 1926 |
| Guillermo R. Miller                                                                |                     | XXXII                    | 1926 - 1928 |
| José Castilleja                                                                    | PRG                 | XXXIII                   | 1928 - 1930 |
| El VIII distrito es suprimido en 1930. Es restablecido en la distritación de 1978. |                     |                          |             |
| Filiberto Vigueras Lázaro                                                          |                     | LI                       | 1979 - 1982 |
| Luis Jaime Castro                                                                  |                     | LII                      | 1982 - 1985 |
| Píndaro Uriostegui Miranda                                                         |                     | LIII                     | 1985 - 1988 |
| Jaime Castrejón Diez                                                               |                     | LIV                      | 1988 - 1991 |
| Luis Taurino Castro Jaime                                                          |                     | LV                       | 1991 - 1994 |
| Antelmo Alvarado García                                                            |                     | LVI                      | 1994 - 1997 |
| Salvio Herrera Lozano                                                              |                     | LVII                     | 1997 - 1999 |
| Daría Divina Cruz Guillén                                                          | 1999 - 2000         | LVII                     |             |
| Santiago Guerrero Gutiérrez                                                        |                     | LVIII                    | 2000 - 2003 |
| Ángel Aguirre Rivero                                                               |                     | LIX                      | 2003 - 2006 |
| Odilón Romero Gutiérrez                                                            |                     | LX                       | 2006 - 2009 |
| Ángel Aguirre Herrera                                                              |                     | LXI                      | 2009 - 2012 |
| Sebastián de la Rosa Peláez                                                        |                     | LXII                     | 2012 - 2015 |
| Arturo Álvarez Angli                                                               |                     | LXIII                    | 2015 - 2018 |
| Rubén Cayetano García                                                              |                     | LXIV                     | 2018 - 2021 |
| Eunice Monzón García                                                               |                     | LXV                      | 2021 -      |

## Resultados electorales

### 2009
| Elecciones federales de 2009 | Elecciones federales de 2009                   | Elecciones federales de 2009 | Elecciones federales de 2009 | Elecciones federales de 2009 | Elecciones federales de 2009 |
| Partido/Coalición            | Partido/Coalición                              | Candidato                    | Candidato                    | Votos                        | Porcentaje                   |
| ---------------------------- | ---------------------------------------------- | ---------------------------- | ---------------------------- | ---------------------------- | ---------------------------- |
|                              | Partido Acción Nacional                        |                              | Nelly Pastrana Santaella     |                              |                              |
|                              | Partido Revolucionario Institucional           |                              | Ángel Aguirre Herrera        |                              |                              |
|                              | Partido de la Revolución Democrática           |                              | Ignacio Luna Gerónimo        |                              |                              |
|                              | Coalición Salvemos a México (PT, Convergencia) |                              | Fredy García Guevara         |                              |                              |
|                              | Partido Verde Ecologista de México             |                              | Javier Adrián Aparicio Soto  |                              |                              |
|                              | Nueva Alianza                                  |                              | Roberto Taquillo Cirilo      |                              |                              |
|                              | Partido Socialdemócrata                        |                              | Olivia Bautista Patricio     |                              |                              |
|                              | No registrados                                 |                              |                              |                              |                              |
|                              | Nulos                                          |                              |                              |                              |                              |
| Total                        |                                                |                              |                              |                              |                              |
| Fuente:                      |                                                |                              |                              |                              |                              |